# Saint-Mards (Seine-Maritime)
Saint-Mards ist eine französische Gemeinde mit 171 Einwohnern (Stand: 1. Januar 2022) im Département Seine-Maritime in der Region Normandie. Sie gehört zum Arrondissement  Dieppe und zum Kanton Luneray. Die Einwohner werden Saint-Mardais genannt.

## Geographie
Saint-Mards liegt etwa 31 Kilometer südsüdwestlich von Dieppe. Umgeben wird Saint-Mards von den Nachbargemeinden Lamberville im Norden, Belmesnil im Osten, Beauval-en-Caux im Süden, Saint-Pierre-Bénouville im Westen und Südwesten sowie Saint-Ouen-le-Mauger im Westen und Nordwesten.

## Bevölkerungsentwicklung
| Jahr                      | 1962 | 1968 | 1975 | 1982 | 1990 | 1999 | 2006 | 2013 |
| Einwohner                 | 207  | 174  | 154  | 167  | 201  | 194  | 172  | 196  |
| Quelle: Cassini und INSEE |      |      |      |      |      |      |      |      |

## Sehenswürdigkeiten

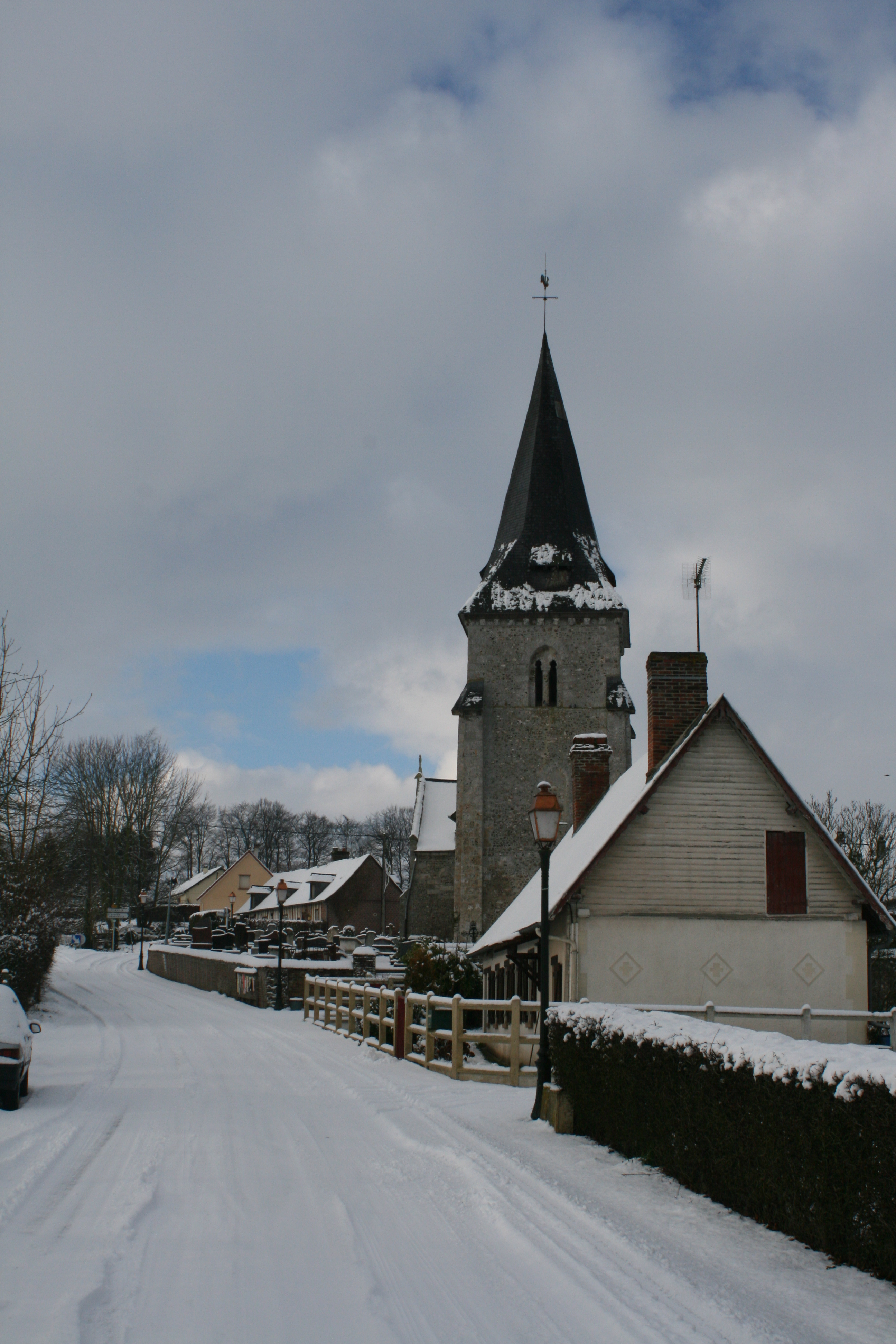
Kirche Saint-Médard

- Kirche Saint-Médard